# Petefészekszövet-fagyasztás

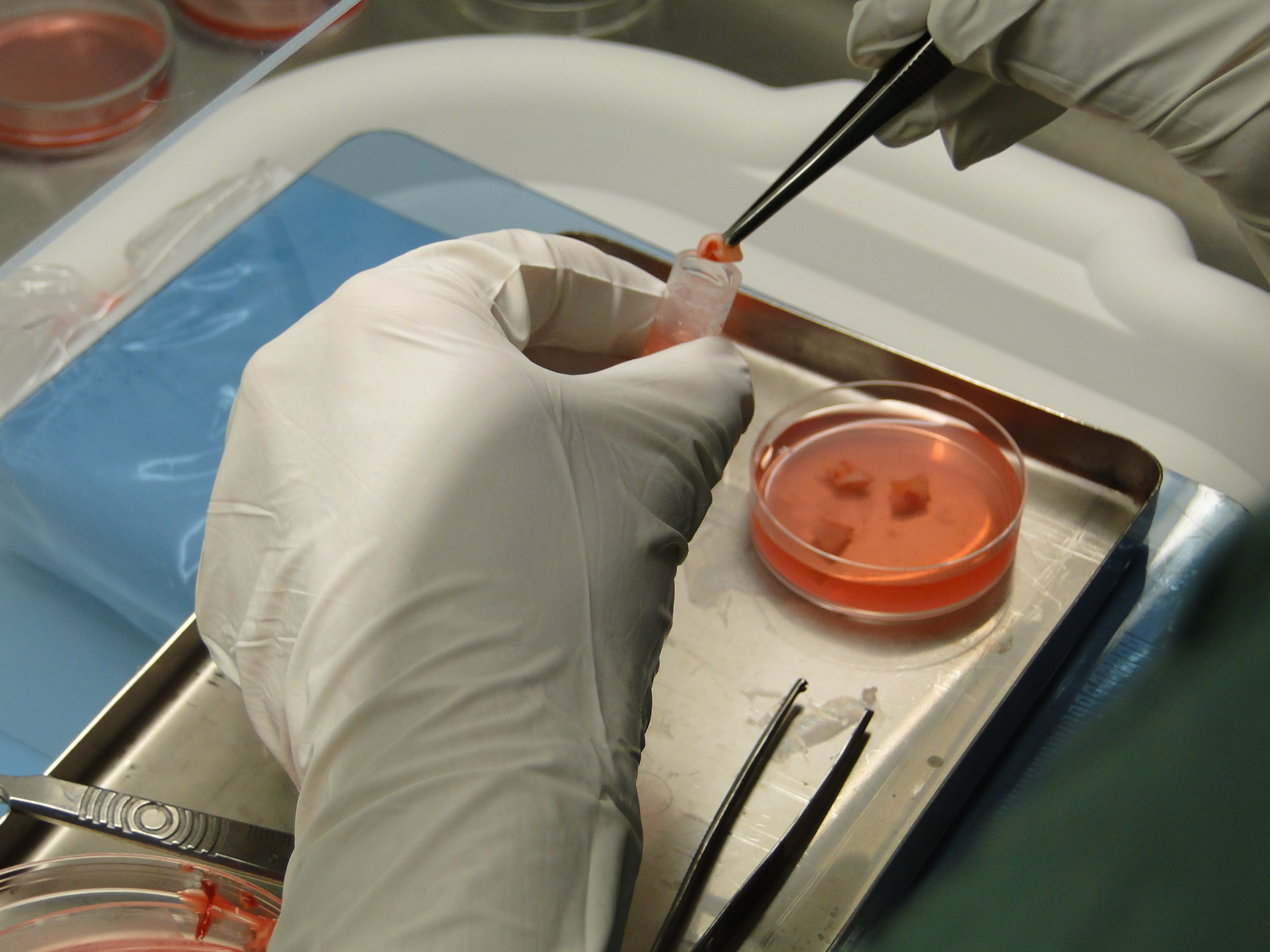
Petefészekszövet-csíkok fagyasztó oldatba helyezése

Az elmúlt évtizedekben a rákos megbetegedések terápiája szerte a világban hatalmas fejlődésen ment keresztül; a korai diagnózis, a fejlett sebészeti technikák, a sugár- és kemoterápia korszerűsítése, valamint az utógondozásra fektetett nagyobb hangsúly következtében a rosszindulatú daganatokat túlélők száma nagymértékben megnőtt. A rosszindulatú betegség szimpla terápiáján kívül egyre nagyobb nyomatékot helyeznek a malignus daganatból felépülők életminőségére is, mellyel kapcsolatban az a cél, hogy az minél jobban megközelítse egészséges társaikét. A feladat azonban nem könnyű, mivel a sugárterápia, illetve a kemoterápiás szerek – bár hatékonyak a rákos betegségek kezelésében – gyakran toxikusak. Egyik legjellemzőbb életminőség-rontó hatásuk a nemi szervekre kifejtett toxicitáson alapul; a petefészkek petesejtállományának csökkenését, azok hormontermelő képességének romlását okozhatják, ezáltal a menstruációs ciklusok hiányához és korai petefészek-kimerüléshez, meddőséghez vezethetnek.
Az utóbbi évek során számos kísérlet történt olyan módszerek kidolgozására, melyek alkalmasak lehetnek a kemoterápia és sugárkezelés petefészekre kifejtett káros hatásainak megelőzésére, valamint a petefészek-funkciók, így a fiatal, rákos megbetegedésben szenvedő nők termékenységének megőrzésére is. A kidolgozott módszerek egyike a gonadotróp-releasing hormon (GnRH) analógjaival való kezelés, mely a petefészek endogén GnRH-hormontermelésének elnyomásával védi a szervet. Ide tartozik továbbá a petesejtek lefagyasztását és fagyasztva tárolását célzó eljárás, a petefészkek transzpozíciója kismedencei sugárterápiát megelőzően, férjtől származó vagy donorsperma segítségével történő in vitro fertilizáció (IVF) majd embriófagyasztás és fagyasztva tárolás, valamint a petefészekszövet (akár a kéregállomány egy darabja, akár egész petefészek) fagyasztva tárolása, majd későbbi időpontban való visszahelyezése a szervezetbe, különböző lokalizációkba.
Napjainkban a termékenység megőrzésének legkorszerűbb és nemzetközileg is széles körben alkalmazott módja a petefészekszövet krioprezervációja, avagy  petefészekszövet-fagyasztás. Lényege a petefészek egy darabjának (vagy az egyik petefészek teljes egészének) eltávolítása a toxikus szer alkalmazása előtt, fagyasztva tárolása a páciens teljes felépüléséig, majd visszaültetése a páciensbe, amikor gyermeket kíván nemzeni. A módszer az egyetlen lehetőség fiatal, pubertás előtt álló rákos betegek termékenységének megőrzésére, illetve azok számára, akiknek kemoterápiás kezelése semmilyen késlekedést nem szenvedhet.

## Az eljárás

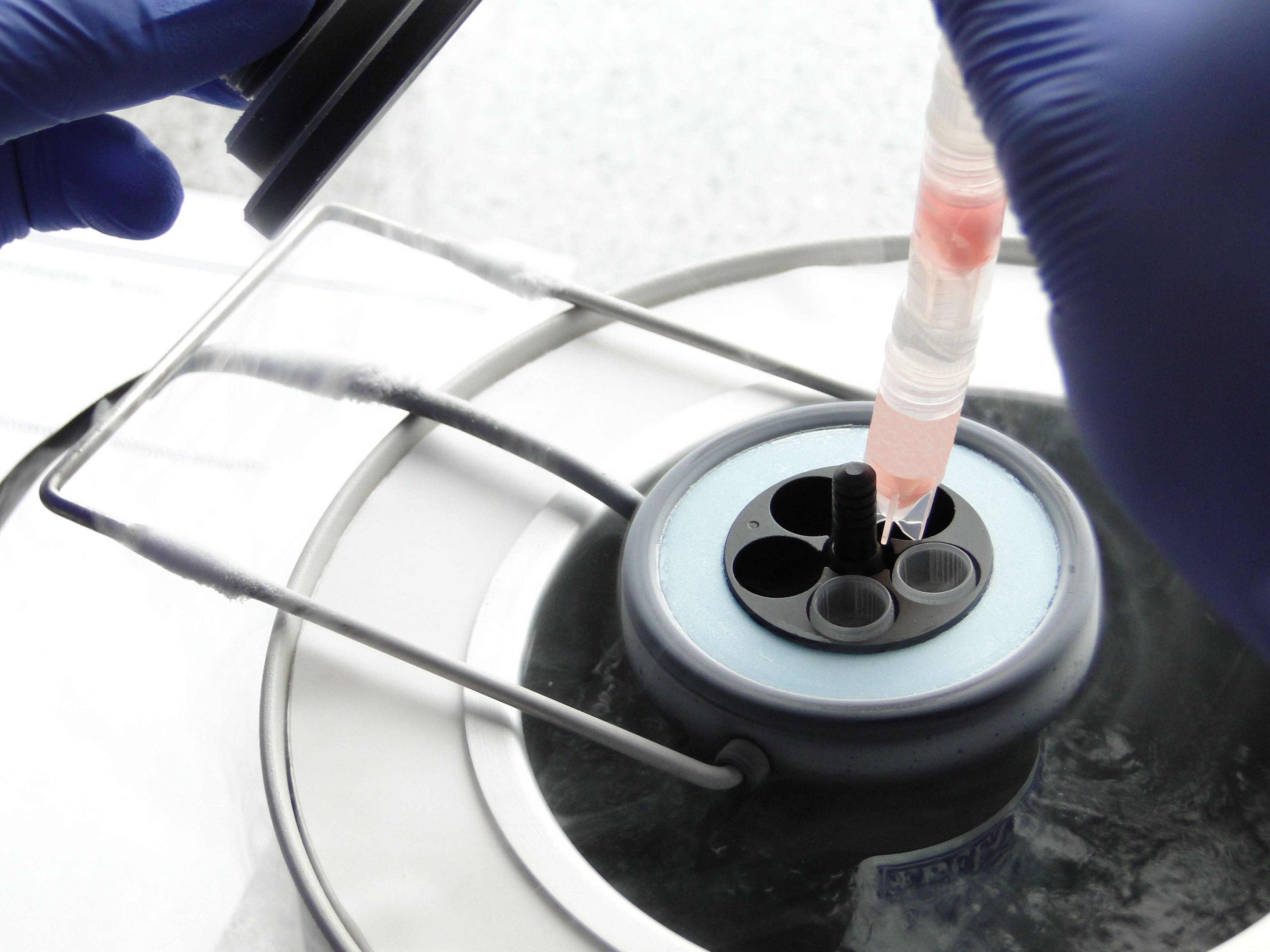
Petefészekszövet-csíkok fagyasztva tárolása

Az eljárás során a kéregállomány egy részét vagy az egész petefészket eltávolítják laparoszkópiás módszerrel vagy a páciens alapbetegségéből kifolyólag végzett műtét során (laparotómia). A petefészek kéregállománya tartalmazza a primordiális tüszőket a petesejtekkel, melyek leálltak az osztódási folyamatban, nem differenciálódnak és metabolikusan is inaktívak. Számos kutatás szerint a primordiális tüszők kifejezetten ellenállóak a fagyasztás okozta lehetséges károsodással szemben. A kéregállomány egy részének eltávolítása(1×1–2 cm-es darabok), izolálása után azt 1–3 mm vastagságú szeletekre vágják; fagyasztás előtt ezeket a kortikális csíkokat krioprotektáns anyaggal kezelik, hogy a sejteket megvédjék a fagyasztás okozta károsodástól. Az anyag hatásának kifejtéséhez fontos a csíkok kellően vékony volta. A kezelés után a szeleteket folyékony nitrogénben, −196 °C- on tárolják. A páciens alapbetegségéből való kigyógyulása után lehetősége van a fagyasztva tárolt szövet visszaültetését kérni (autotranszplantáció), ahol az a visszaültetés után petesejtek érlelését, endogén hormontermelést és a menstruációs ciklusok visszatértét is biztosíthatja.

## Történeti áttekintés, eddigi eredmények
A petefészekszövet fagyasztva tárolása és visszaültetése egy nagy múlttal rendelkező módszer. Állatmodelleken az 1950-es években kezdték el tanulmányozni, de humán kísérleteket csak az utóbbi 10-15 évben végeztek. A számos állatokon végzett, petefészek autotranszplantációjára irányuló vizsgálat biztató eredményei nyomán megkezdték az embereken végzett petefészek-átültetést is. Elméletileg – amennyiben a petevezetők érintetlenek maradtak és a transzplantátum nem szekvesztrálódik a hashártya alatt – a természetes módon történő teherbeesés a petefészek ortotóp (tehát a ligamentum suspensorium ovarii alá történő) transzplantációjával elérhető lehet. 
Amíg a friss petefészekszövet átültetését már a század legelején leírták (1906-ban), addig az előzőleg lefagyasztott petefészekszövet ortotóp autotranszplantációját kizárólag állatmodelleken hajtották végre egészen 1999-ig. Az 1950-es években egereken végzett fagyasztott, majd kiolvasztott petefészekszövet ortotóp autotranszplantációja termékeny állatokat eredményezett. Bárányokon végzett tanulmányokon kimutatták, hogy a petefészek ortotóp autotranszplantációja visszaállítja a petefészek endokrin működését és a termékenységet, és életképes utodók születését is leírták. Hasonló eredményeket nyulakon és patkányokon végzett kísérletekkel is elértek, ezek a sikeres próbálkozások pedig alapot teremtettek a módszer humán alkalmazásának. 
Humán petefészekszövet lefagyasztása, majd a saját helyére való visszaültetése 2004-ben eredményezte az első gyermek születését. A belga csoport egy Hodgkin-limfómában szenvedő beteg ováriumkérgét fagyasztotta le a rákterápia megkezdése előtt. A fagyasztott, majd kiolvasztott petefészekszövetet az inaktív ovárium alá helyezték el. A módszerrel spontán fogant, egészséges gyermek született. Röviddel ezután ismételten spontán teherbeesést írtak le fagyasztott, majd kiolvasztott ováriumszövet autotranszplantációját követően. Petefészekszövet-fagyasztást, majd kiolvasztást követő visszaültetés után IVF technikával terhesség kialakulását 2005-ben írták le. Az utolsó, a témában megjelent publikáció szerint napjainkig 13 gyermek született a módszer segítségével, de további 10 élveszületés ismert még szerte a világban. A fagyasztott, majd kiolvasztott és visszaültetett petefészekszövet alkalmazásával becsült terhességi ráta 30%, mely megfelel a nemzetközi IVF-adatbázisok általános sikerességi mutatóinak.

## Az eljárás előnyei
- A fiatal korban jelentkező rákos megbetegedéssel kezelt páciensek termékenységének hosszú távú megőrzése kiemelt fontosságú. A többi, a termékenység megőrzését célzó eljárással ellentétben a petefészekszövet fagyasztása a serdülőkortól teljesen függetlenül, akár gyermekeken is kivitelezhető, hiszen nincsenek élettani követelményei a módszer végrehajtásának.
- A páciens semmilyen előkezelést nem igényel a procedúra előtt, tehát döntés esetén egyik napról a másikra elvégezhető, attól függetlenül, hogy a menstruációs ciklusnak éppen melyik fázisában van az illető. Egy rövid sebészeti eljárásról van szó, ami egynapos, minimálisan invazív sebészet keretében a legtöbb esetben megoldható, ami a páciensek számára jól tolerálható.
- Mivel hímivarsejtek nem szükségesek a petefészekszövet lefagyasztásához, serdülőkor előtt, vagy partnerrel nem rendelkező páciensek esetében is végrehajtható.
- Az eljárás akkor is igényelhető/megkezdhető, ha már a kemoterápiás kezelést elindították – szemben a klasszikus mesterséges megtermékenyítés módszereivel, ahol a kemoterápia megkezdése után már nincs lehetőség az IVF program elvégzésére.
- A petefészekszövet tárolásával, illetve későbbi visszaültetésével lehetőség nyílhat arra, hogy a páciens spontán megtermékenyüljön, illetve a petefészek hormontermelő funkciója helyreálljon.
- A petefészekszövet-fagyasztási program keretében éretlen petesejtek eltávolítása és azok in vitro érlelése, majd megtermékenyítése is szolgálhat alapul a termékenység megőrzésére.

## Kilátások
A petefészekszövet visszaültetése után annak funkciója átlagosan 3,5–6,5 hónappal az autotranszplantációt követően visszaállt. A petefészek működésének tartóssága változó, függ a páciens életkorától a szövet fagyasztás idejében és a kapott kemoterápiától is – a leghosszabban működő visszaültetett petefészek eddig hét évig funkcionált. Számos, petefészek-autotranszplantáción átesett páciens esett egynél többször teherbe a visszaültetést követően, és ezen nők kb. 50%-ának fogant természetes úton gyermeke. Az újszülöttek között semmilyen veleszületett rendellenesség nem fordult elő nagyobb arányban, mint a „normál” újszülött-populációkban.
Mivel a petefészekszövet nagyon jól fagyasztható, a termékenység az eljárás segítségével csaknem teljes mértékben megőrizhető. Egy eltávolított petefészekszövet-csíkban több ezer petesejt található, amely – gondos szövettani vizsgálatot követően – visszaültetve azt is lehetővé teszi, hogy a betegségből felgyógyult reménybeli édesanyák akár természetes úton is képesek legyenek megtermékenyülni. A visszaültetett petefészekszövetnek köszönhetően visszaállítható a hormonműködés, amely szintén jelentősen javítja az életminőséget. Lényeges, hogy nem csak a rosszindulatú daganatos megbetegedésből kifolyólag kemo-, és/vagy sugárterápiában részesülő nők lehetnek veszélyeztettek a petefészek működés leállás tekintetében. Autoimmun betegségek, rheumatoid arthritis is járhat a petefészket károsító kezeléssel, de iatrogén vagy familiáris petefészek-alulműködés is indokolhatja a szövet fagyasztását. 
Az eljárásról folyamatosan gyűlnek a klinikai adatok, de világszerte újdonságnak számít. Ennek fő oka, hogy több év onkológiai szempontból tünetmentes periódus szükséges ahhoz, hogy biztonsággal visszaültethető legyen a petefészekszövet, így világszerte több ezer ilyen petefészekszövet vár még visszaültetésre. A petefészekszövet-tárolás és -fagyasztás számos előnye miatt várhatóan világszerte az egyik legelterjedtebb termékenységmegőrzési technológiává növi majd ki magát. Magyarországon a Versys Clinics Humán Reprodukciós Intézet kapott elsőként engedélyt arra, hogy elérhetővé tegye a petefészekszövet-fagyasztást a rákos megbetegedéssel diagnosztizált, gyermekre vágyó nők számára. Mivel az eljárás még kutatási fázisban van, ingyenesen is elérhető lesz a magyarországi páciensek számára.